# Ricercare (Andriessen)
Ricercare is een compositie van Hendrik Andriessen, een ricercare is het echter niet. Hij componeerde het werk in Cleveland. De componist omschreef het als volgt op de titelpagina van de partituur:
"Het oorspronkelijke 16e-eeuwse Ricercare was eigenlijk een vocale vorm zonder woorden. De instrumentale muziek zocht daarin naar zelfstandigheid, de inhoud was dus een muzikale evocatie [oproeping]. Ook het hierna in te leiden Ricercare is een oproep van verschillende thema's die 'ogenschijnlijk' onderling tegenstrijdig zijn, maar die juist door hun contrast en door hun contrapuntische samenspraak een symphonisch geheel vormen."
Een van de thema's die Andriessen heeft gebruikt wordt gevormd door de noten Bes-A-C-B. In de Duitse notenbenaming is dat B-A-C-H (het BACH-motief). Een eerbetoon aan Johann Sebastian Bach
Het werk is geschreven in opdracht van de Johan Wagenaarstichting. De muziek is toegankelijk voor een breed publiek, bijna zonder invloeden van de klassieke muziek van de 20e eeuw. Het is geschreven met het oog op het tweehonderdste sterfjaar van Bach. Het stuk bleek populair en wordt tot op heden regelmatig uitgevoerd. In 1977 volgde een bewerking voor harmonieorkest door Martin Koekelkoren.

## Orkestratie

### Symfonieorkest
| Houtinstrumenten | Koperinstrumenten | Strijkinstrumenen | Tokkelinstrumenten | Slagwerk (Percussie) |
| ---------------- | ----------------- | ----------------- | ------------------ | -------------------- |
| 1 piccolo in c   | 4 hoorns          | violen            | 1 harp             | pauken               |
| 2 dwarsfluiten   | 3 trompetten      | altviolen         |                    | percussie            |
| 2 hobo’s         | 3 trombones       | celli             |                    |                      |
| 2 klarineten     | 1 tuba            | contrabassen      |                    |                      |
| 2 fagotten       |                   |                   |                    |                      |

### Harmonieorkest
| Houtinstrumenten                 | Koperinstrumenten           | Strijkinstrumenen | Tokkelinstrumenten | Slagwerk (Percussie) |
| -------------------------------- | --------------------------- | ----------------- | ------------------ | -------------------- |
| piccolo in c                     | cornetten I+II              | contrabassen      | harp               | pauken               |
| dwarsfluiten I+II                | trompetten I+II+III         |                   |                    | hangende bekkens     |
| hobos I+II                       | hoorns I+II+III+IV          |                   |                    |                      |
| fagotten I+II                    | trombones I+II+III          |                   |                    |                      |
| esklarinet                       | tenorhorn I+II              |                   |                    |                      |
| klarinetten in bes solo+I+II+III | bariton (vioolsleutel) I+II |                   |                    |                      |
| altklarinet                      | eufonium I+II               |                   |                    |                      |
| basklarinet                      | tuba's I+II                 |                   |                    |                      |
| altsaxofoons I+II                |                             |                   |                    |                      |
| tenorsaxofoon                    |                             |                   |                    |                      |
| baritonsaxofoon                  |                             |                   |                    |                      |

## Discografie
- Uitgave Et'cetera: Radio Philharmonisch Orkest o.l.v. Edo de Waart in een opname van mei 2005.
- Uitgave Molenaar's Muziekcentrale NV MBCD 31.1010.72: Koninklijke Militaire Kapel o.l.v. Pierre Kuijpers in een opname van maart 1989.